# Leucobryum rehmannii
Leucobryum rehmannii är en bladmossart som beskrevs av C. Müller 1899. Leucobryum rehmannii ingår i släktet Leucobryum och familjen Dicranaceae. Inga underarter finns listade i Catalogue of Life.